# Lunca Largă
Lunca Largă falu Romániában, Erdélyben, Fehér megyében. Közigazgatásilag Bisztra községhez tartozik.

## Fekvése
A Mócvidéken, Bisztra (Bistra) közelében fekvő település.

## Története
Lunca Largă korábban Bisztra (Bistra) része volt. 1956 körül vált külön 77 lakossal.
1966-ban 89, 1977-ben 92, 1992-ben 125, 2002-ben pedig 123 román lakosa volt.